# Gustavo Díaz Ordaz
Gustavo Díaz Ordaz, né le 12 mars 1911 à Ciudad Serdán, Puebla, Mexique et mort le 15 juillet 1979 à Mexico, est un homme d'État mexicain. Il est président de la République de 1964 à 1970,.
Selon des documents officiellement déclassifiés en 2017 mais révélés auparavant par Philip Agee, Gustavo Díaz Ordaz, comme son prédécesseur Adolfo López Mateos, fut recruté par la CIA, avec laquelle il collaborait sous le nom de code de Litempo-2.

## Biographie
Gustavo Díaz Ordaz naît le 12 mars 1911 à San Andrés Chalchicomula (aujourd'hui Ciudad Serdán, dans l'État de Puebla). À 26 ans, il obtient une licence en droit au collège de l'État de Puebla (depuis 1973, université autonome publique de l'État de Puebla).
Il assume plusieurs responsabilités politiques avant d'entrer au Congrès mexicain, d'abord comme député, de 1943 à 1946, puis comme sénateur de 1946 à 1952. Ministre de l'Intérieur de décembre 1958 à novembre 1963, pendant la présidence d'Adolfo López Mateos, il est considéré comme un des leaders du mouvement conservateur au sein du Parti révolutionnaire institutionnel (PRI).
Il est élu président du Mexique le 5 juillet 1964 et entre en fonction le 1er décembre suivant. Son gouvernement lance une réforme agraire et la construction de canaux d'irrigation, tout en favorisant l'industrialisation du pays.
En 1967, est signé à Mexico le traité de Tlatelolco dont naîtra l'Organisme pour la proscription des armes nucléaires d'Amérique latine (OPANAL). La CIA encourage la paranoïa anticommuniste de Díaz Ordaz. Pendant son mandat, d'importantes grèves et des manifestations étudiantes se déroulent, qui sont réprimées sévèrement et culminent avec le massacre de Tlatelolco le 2 octobre 1968, peu avant le début des Jeux olympiques de Mexico.
Le 1er décembre 1970, son ministre de l'Intérieur, Luis Echeverría Álvarez, lui succède à la tête du pays.
Gustavo Diaz Ordaz est en 1977 le premier ambassadeur du Mexique en Espagne, lorsque sont rétablies les relations diplomatiques entre les deux pays après quarante ans d'interruption. Il démissionne quelques mois après et meurt le 15 juillet 1979 à Mexico, des suites d'un cancer.